# 杜達里
49°52′57″N 31°15′42″E / 49.88250°N 31.26167°E
杜達里（烏克蘭語：Дударі）是位於烏克蘭北部的村莊，由基辅州奧布希夫區的勒日希夫市鎮負責管轄。該村始建於1600年，面積4.95平方公里，海拔高度140米，2001年人口21，人口密度每平方公里4.24人。